# Das Mädchen Krümel
Das Mädchen Krümel ist eine siebenteilige deutsche Familienserie des DFF von Rainer Hausdorf zu einem Drehbuch von C. U. Wiesner, die von Februar bis März 1976 ausgestrahlt wurde. Die Serie basiert lose auf Motiven des gleichnamigen Romans der Jugendbuchautorin Martha Ludwig (1908–1992). Dorothea Meißner spielte die Titelrolle des Proletariermädchens Martha Dehnert, genannt Krümel.

## Schauspieler und Rollen
Die folgende Tabelle zeigt die Hauptdarsteller. Daneben waren auch namhafte Gastdarsteller wie Ernst-Georg Schwill, Marianne Wünscher, Angela Brunner, Blanche Kommerell, Willi Neuenhahn, Johannes Wieke, Theresia Wider, Achim Wolff, Peter Bause, Jochen Diestelmann, Gert Gütschow, Walter Lendrich, Wolfgang Ostberg, Erich Petraschk, Peter Friedrichson, Dieter Montag, Hans-Edgar Stecher und Ernst-Georg Schwill dabei.
| Schauspieler       | Rolle                                             | Episoden |
| ------------------ | ------------------------------------------------- | -------- |
| Dorothea Meißner   | Proletariermädchen Martha Dehnert, genannt Krümel | 7        |
| Frank Ciazynski    | Franz Dehnert                                     | 7        |
| Jaecki Schwarz     | Otto Dehnert                                      | 7        |
| Eberhard Mellies   | Vater Dehnert                                     | 7        |
| Ruth Glöss         | Mutter Dehnert                                    | 7        |
| Martin Flörchinger | Großvater Hanke                                   | 7        |
| Elli Jessen-Somann | Großmutter Hanke                                  | 7        |
| Uta Schorn         | Else                                              | 7        |
| Madeleine Lierck   | Anni                                              | 7        |
| Klaus-Peter Thiele | Richard                                           | 7        |
| Carl-Hermann Risse | Paul                                              | 7        |
| Rolf Hoppe         | Baron von Parchwitz                               | 7        |
| Gunter Sonneson    | Willi Raetsch                                     | 7        |

## Episodenliste
| Folge | Titel                          | Ausstrahlung     |
| ----- | ------------------------------ | ---------------- |
| 1     | Aller Anfang ist schwer        | 1. Februar 1976  |
| 2     | … erwachsen sein dagegen sehr  | 8. Februar 1976  |
| 3     | Eine Fahrt mit Hindernissen    | 22. Februar 1976 |
| 4     | Überall ist Parchwitz Land     | 29. Februar 1976 |
| 5     | Bewährung                      | 7. März 1976     |
| 6     | Bretter, die die Welt bedeuten | 14. März 1976    |
| 7     | Jung gefreit, hat nie gereut   | 21. März 1976    |

## DVD-Veröffentlichung
- Das Mädchen Krümel (DDR TV-Archiv) – 3 DVDs , Studio Hamburg Enterprises, FSK 6, Laufzeit: ca. 410 Minuten, Erscheinungstermin: 6. Dezember 2013.